# Pascal Grünwald
Pascal Grünwald (* 13. November 1982 in Innsbruck) ist ein ehemaliger österreichischer Fußballtorwart.

## Karriere

### Verein
Pascal Grünwald begann bei der SVG Reichenau mit dem Fußballspielen und kam über die Jugendabteilungen des FC Wacker Innsbruck zum Innsbrucker AC und wieder zurück zu Wacker Innsbruck. Dort spielte er zuletzt in der U-19-Mannschaft des Vereins, gab allerdings in der Saison 1998/99 sein Debüt im Herrenbereich, als er am 12. Juni 1999 bei einem 5:0-Heimerfolg über den USK Anif von Beginn an spielte und ab der 67. Minute durch Andreas Doujak ersetzt wurde. Auch 1999/2000 kam er in sechs Drittligaspielen für die zweite Mannschaft der im Zerfall befindlichen Innsbrucker zum Einsatz.
Im Frühjahr 2001 wechselte Grünwald zur WSG Wattens und war für diese bis Saisonende 2001/02 als Stammtorhüter im Einsatz. In der nachfolgenden Saison 2002/03 spielte er für die Spielgemeinschaft der WSG mit dem neu gegründeten FC Wacker Tirol, die nur für diese eine Saison bestand und die den Aufstieg in die zweitklassige Erste Liga schaffte. Im Sommer 2003 wechselte er zum Traditionsklub SV Austria Salzburg und dort bis einschließlich der Übernahme durch den Red-Bull-Konzern im Jahr 2005 zumeist dritter Torwart der Salzburger. Insgesamt kam er dabei auf zehn Bundesligaeinsätze (neun für Austria Salzburg, einen für Red Bull Salzburg) und war nebenbei immer wieder auch für die zweite Mannschaft der Salzburger im Einsatz.
Nach der Neukonstituierung des Klubs als FC Red Bull Salzburg im Jahr 2005 und angesichts der geringen Aussicht auf Einsatzminuten wurde er ein Jahr später 2006 nach Pasching abgegeben, wo er aber ebenso wenig zum Einsatz kam.
2007 kam Pascal Grünwald zum FC Wacker Innsbruck als abermals zweiter Tormann hinter Željko Pavlović. Nach dem Abstieg der Innsbrucker wurde Pascal Grünwald 2008 Stammtormann in der Ersten Liga.
Mit dem FC Wacker Innsbruck wurde Grünwald in der Saison 2009/10 mit zwei Punkten Vorsprung auf den FC Admira Wacker Mödling Meister der zweitklassigen österreichischen Ersten Liga und stieg somit mit dem Team in die Bundesliga auf.
Am 7. Juni 2011 wurde bekannt, dass Pascal Grünwald einen Dreijahresvertrag beim FK Austria Wien unterschrieb. Über die Ablösemodalitäten wurde Stillschweigen vereinbart.
Mitte der Herbstsaison verlor er zunächst nach dem 2:2 gegen Kapfenberg seinen Stammplatz im Tor. Anfang Dezember 2011 zog er sich einen Leistenbruch zu und musste einen Monat pausieren. Nach seiner Genesung zog er sich Mitte Jänner 2012 im Trainingslager eine Schulterluxation zu und musste fünf Monate pausieren.
Am 2. April 2014 gab er seine Rückkehr zu FC Wacker Innsbruck bekannt, nachdem der Stammtorhüter Sáfár zu Saisonende den Verein verließ.
Zur Saison 2017/18 kehrte er zum Ligakonkurrenten WSG Wattens zurück. Mit der WSG Wattens stieg er 2019 als Zweitligameister in die Bundesliga auf, woraufhin sich der Verein in WSG Tirol umbenannte. Für die WSG kam er insgesamt zu drei Zweitligaeinsätzen. Nach der Saison 2019/20 beendete er seine Karriere.

### Nationalmannschaft
Am 5. August 2011 wurde er unter Nationalcoach Didi Constantini in die österreichische Fußballnationalmannschaft berufen, für die er am 6. September 2011 erstmals beim EM-Qualifikationsspiel gegen die Türkei spielte und dabei ohne Gegentor blieb. Er spielte auch die beiden letzten Qualifikationsspiele gegen Aserbaidschan (4:1) und gegen Kasachstan (0:0).

## Erfolge
- 1× Meister der zweitklassigen Ersten Liga: 2009/10
- 1× Meister der Bundesliga: 2012/13
- 1× Torhüter der Saison: 2009/10